# Evangelisch-Lutherisches Dekanat Michelau
Das Evangelisch-Lutherische Dekanat Michelau ist eines der 15 Dekanate des Kirchenkreises Bayreuth, Bayern. Am 2. April 2017 wurde Stefanie Ott-Frühwald als Dekanin eingeführt.

## Geografie
Im Zentrum des Dekanatsbezirks liegt das Obermaintal. Politisch gehören die Kirchengemeinden mit zwei Ausnahmen zu den Landkreisen Lichtenfels und Coburg. Mitwitz liegt als Exklave im Landkreis Kronach. Zapfendorf liegt am nördlichen Rand des Landkreises Bamberg.

## Geschichte
Der Obermainraum ist seit der Gegenreformation wieder stark katholisch geprägt. Die traditionell evangelischen Gemeinden gehörten früher zum Fürstentum Bayreuth, zur sächsischen Pflege Coburg oder zur Reichsritterschaft.
Schney stand, als es 1525 evangelisch wurde, unter der Herrschaft derer von Schaumberg. Die Herrschaft über Schottenstein war eine Ganerbschaft der Familien Schott von Schottenstein, von Lichtenstein und von Rotenhan. Da alle drei Familien der Lehre Luthers zugewandt waren, konnte Schottenstein bereits 1525 evangelisch werden.
In Buch am Forst wurde 1528 durch Coburg die Reformation eingeführt. Herreth ist die Mutterpfarrei von Bad Staffelstein und Zapfendorf. In Herreth führten die Stein von Altenstein die Reformation 1529 ein. Unter den Herren von Lichtenstein wurde Heilgersdorf um 1530 und Lahm im Itzgrund 1540 evangelisch. In Gleußen gab es eine ritterliche Ganerbschaft zwischen dem Hochstift Bamberg, Coburg und den Rotenhan. Trotz des Bambergischen Anteils konnte hier um 1530 die Reformation, durch Berufung eines evangelischen Geistlichen durch die Gemeinde, Fuß fassen.
In Michelau wurde die Reformation vor allem durch die Adelsgeschlechter von Redwitz und die Grafen von Giech vorangetrieben. Michelau war eine Filiale von Marktgraitz. Nachdem Marktgraitz 1611 in der Gegenreformation wieder katholisch wurde ließ sich die fast vollständig evangelische Michelauer Einwohnerschaft bis 1777 durch Schney karitativ betreuen. 1804 wurde Michelau eine eigene Pfarrei. Die evangelische Kirche wurde 1817–1819 erbaut, an der Stelle der 1518 errichten Anna-Kapelle. Die Freiherren von Redwitz waren Landesherrn in Redwitz an der Rodach und Obristfeld. Obristfeld wurde 1537 evangelisch. Redwitz war eine Filiale von Altenkunstadt, das katholisch blieb. 1583 wurde Redwitz eine Filiale von Obristfeld. In den katholischen Perioden in Obristfeld 1638–1649 war Redwitz eigenständige Pfarrei. Von Mitte des 16. Jahrhunderts bis 1906 gab es ein katholisches Mitbenützungsrecht der Kirche. Schwürbitz wurde in der Gegenreformation als Filiale von Marktgraitz wieder katholisch. Der große evangelische Teil der Gemeinde wurde zunächst von Obristfeld und ab 1804 auch von Michelau karitativ betreut.
Mitwitz wurde unter den Rittern von Rosenau 1567 evangelisch und gleichzeitig Pfarrei, da die Mutterkirche Kronach katholisch blieb.
Gemünda in Oberfranken wurde 1590 unter den Herren von Bibra evangelisch. Die Grafschaft Tambach entstand aus säkularisiertem Klosterbesitz 1805. Am 20. Januar 1806 erhielten die Grafen von Ortenburg durch Gebietstausch mit dem Königreich Bayern die Grafschaft Tambach für ihre einstige niederbayerische Grafschaft Ortenburg. In Tambach wurde dann eine evangelische Schloßpfarrei errichtet. Mit der Konversion das Grafen Alram zu Ortenburg zum römisch-katholischen Glauben im Jahr 1959 erlosch das Benutzungsrecht der Schloßkirche. Die Kirchengemeinde Tambach errichtete daraufhin eine eigene Kirche. In Erinnerung an die lange Standhaftigkeit des Hauses Ortenburg gegen die gegenreformatorischen Maßnahmen der bayerischen Kurfürsten wurde die Kirche Evang.-Luth. Joachim-von-Ortenburg-Kirche genannt.
Nach dem Übergang des Gebiets an das Königreich Bayern wurde das Dekanat Michelau am 20. Februar 1807 errichtet. 1924 gab es einige Gemeinden an das neu errichtete Dekanat Kronach (seit 2010 fusioniert zum Dekanat Kronach-Ludwigsstadt) ab.

## Kirchengemeinden
Zum Dekanatsbezirk gehören folgende 17 Kirchengemeinden, in denen 24.500 Gemeindeglieder leben.
- Bad Staffelstein und Herreth
  - Bad Staffelstein, Dreieinigkeitskirche (1957)
  - Herreth, St. Jacobus Maior
- Buch am Forst, St. Maria Magdalena (1680)
- Burgkunstadt, Christuskirche
- Gemünda, St. Johannis
- Heilgersdorf, ev. Kirche und Bischwind, ev. Kirche
- Lahm im Itzgrund und Gleußen
  - Lahm, Schloßkirche (1732)
  - Gleußen, ev. Pfarrkirche
  - Schottenstein, St. Pankratius
- Lichtenfels, Martin-Luther-Kirche (1903)
- Pfarrei Michelau
  - Michelau, St. Johannes (1819)
  - Schwürbitz, ev. Kirche (1927)
  - Neuensorg, Auferstehungskirche (1961)
- Mitwitz, St. Jakob
- Pfarrei Redwitz
  - Redwitz an der Rodach, St. Ägidius (1919)
  - Obristfeld, St. Nikolaus (1707)
- Schney, St. Maria (1840)
- Strössendorf / Altenkunstadt, St. Katharina in Strössendorf, Kreuzbergkirche in Altenkunstadt
- Tambach, Joachim-von-Ortenburg-Kirche
- Zapfendorf, Auferstehungskirche

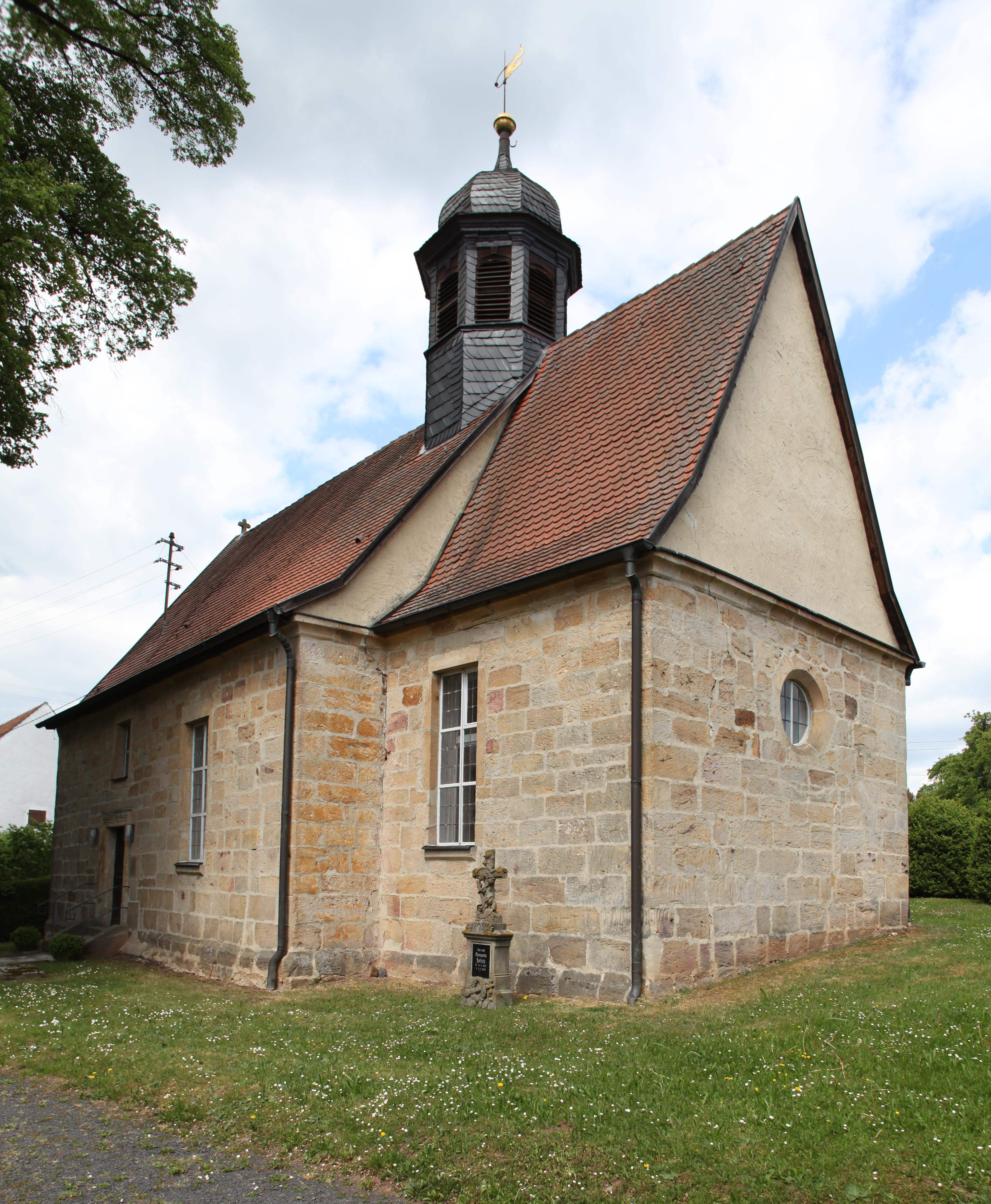
Evangelisch-lutherische Kirche Bischwind
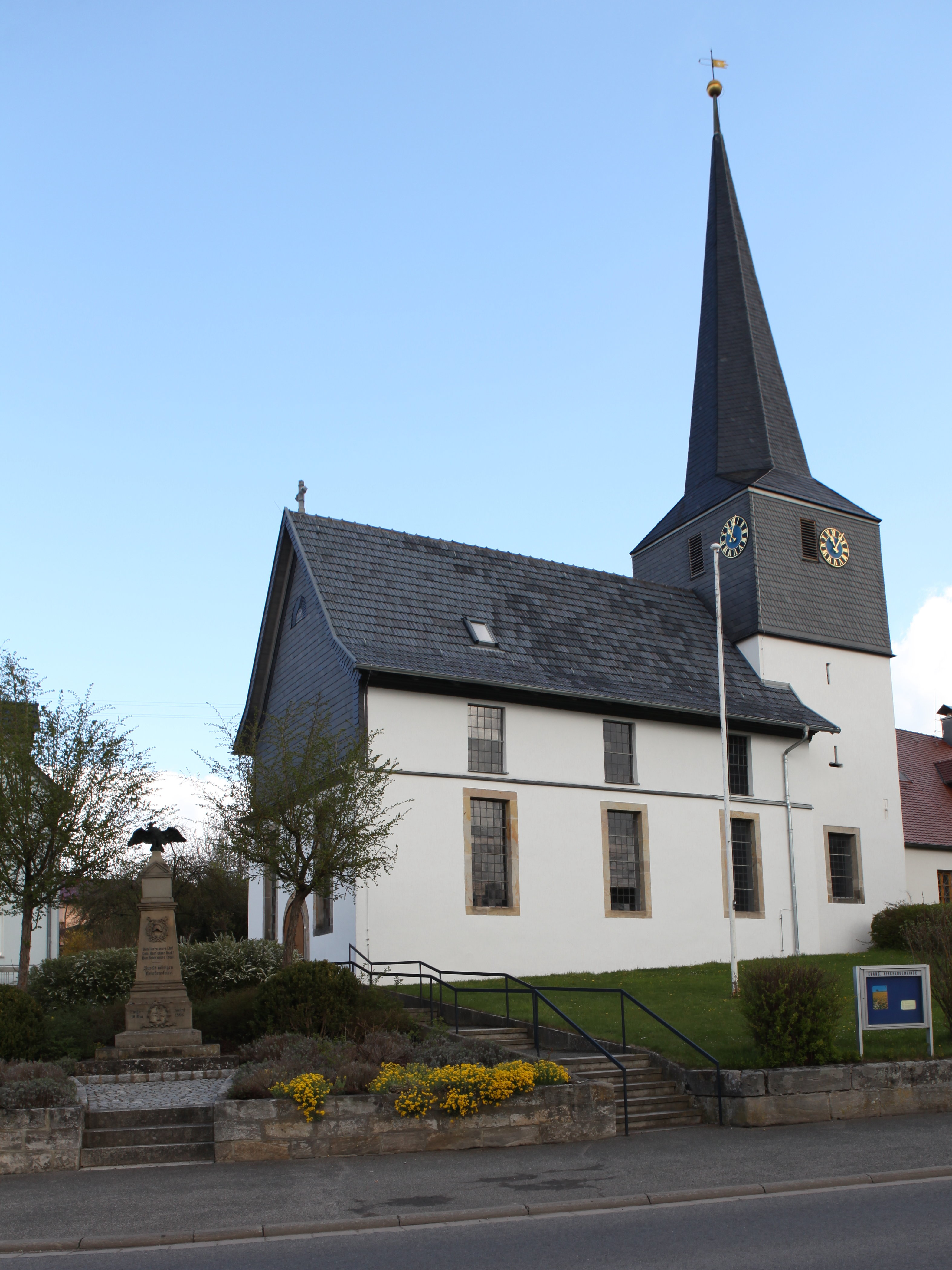
St. Maria Magdalena (Buch am Forst)
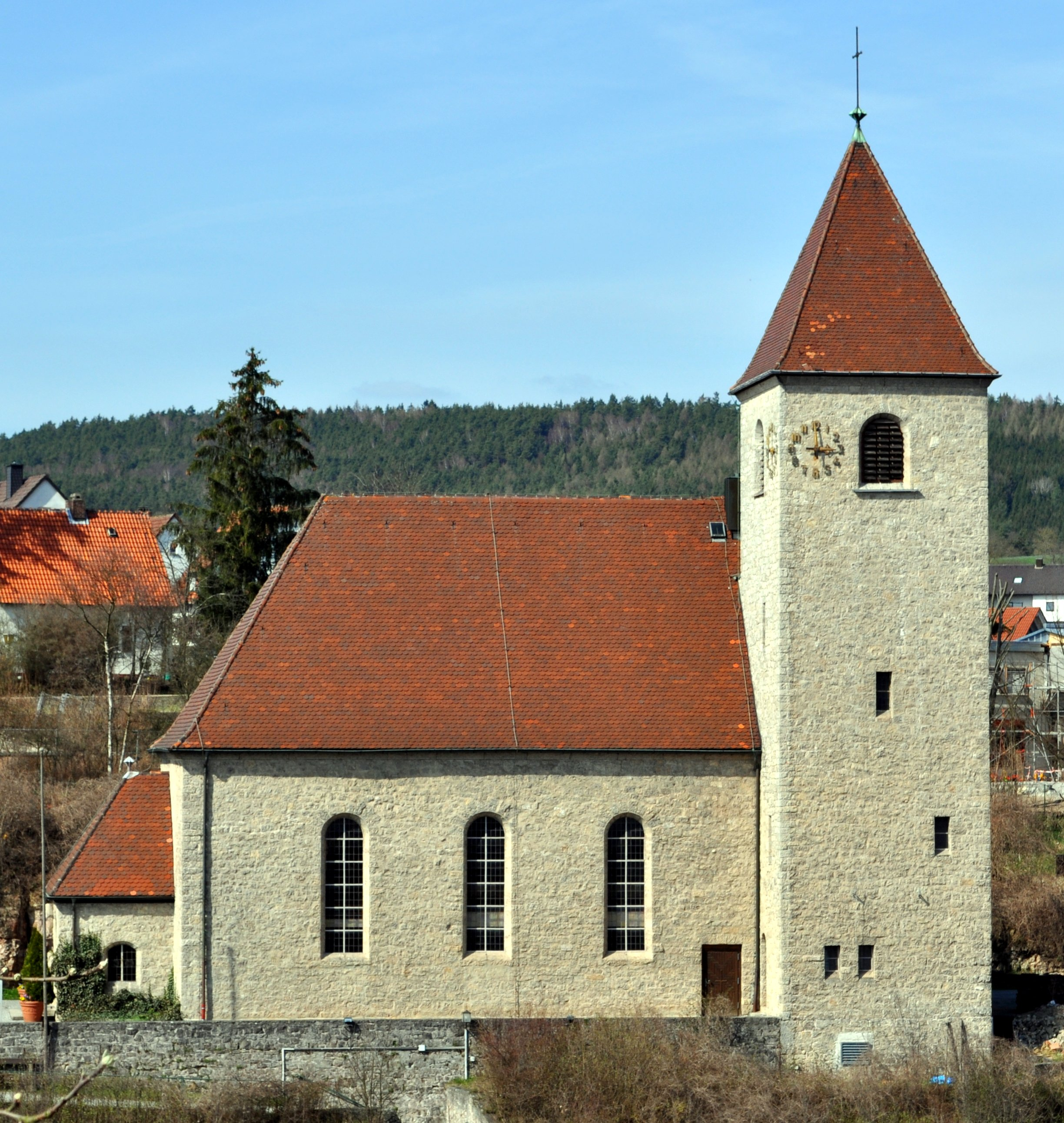
Evangelische Kirche Burgkunstadt
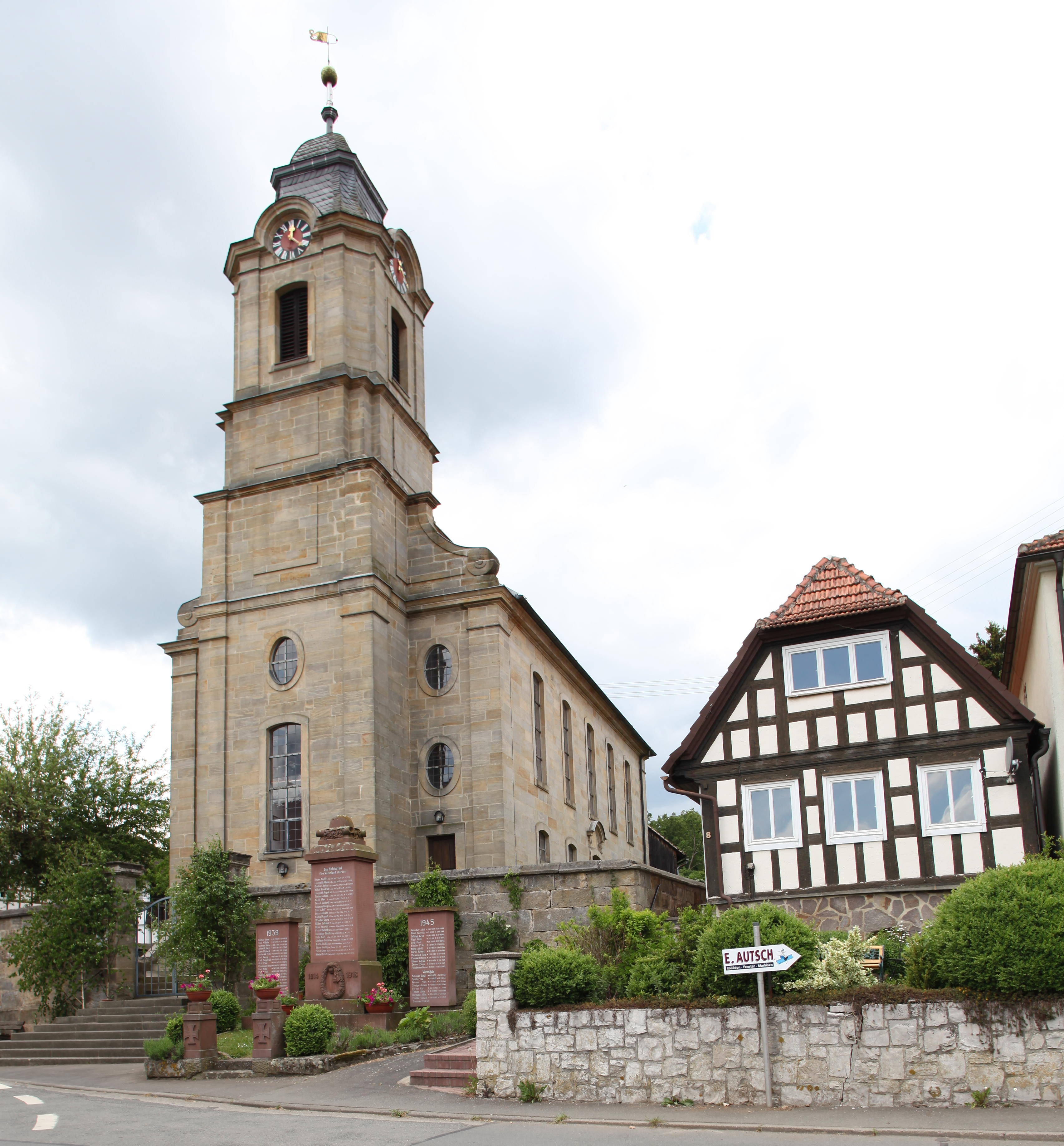
Evangelisch-lutherische Pfarrkirche Heilgersdorf
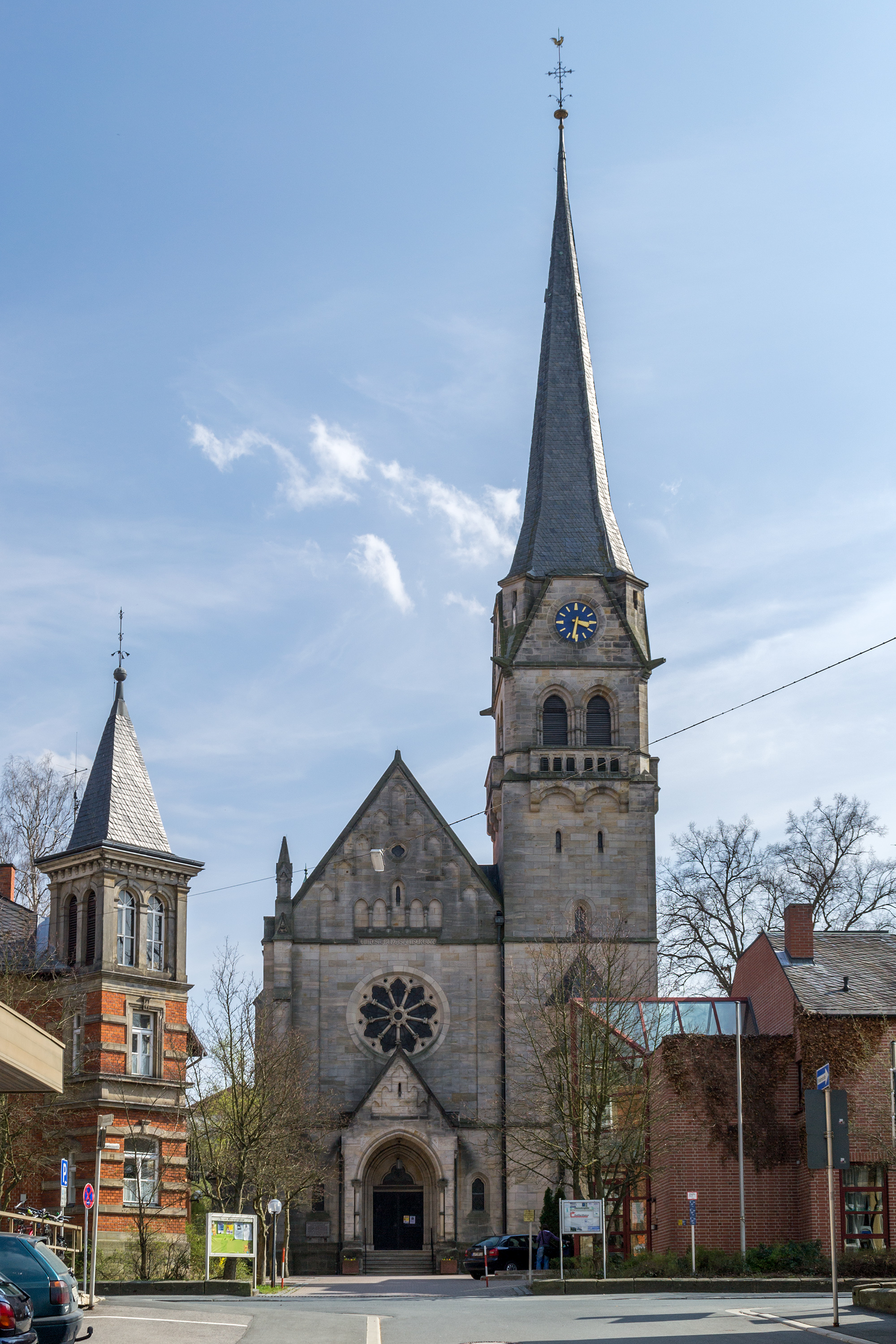
Martin-Luther-Kirche in Lichtenfels
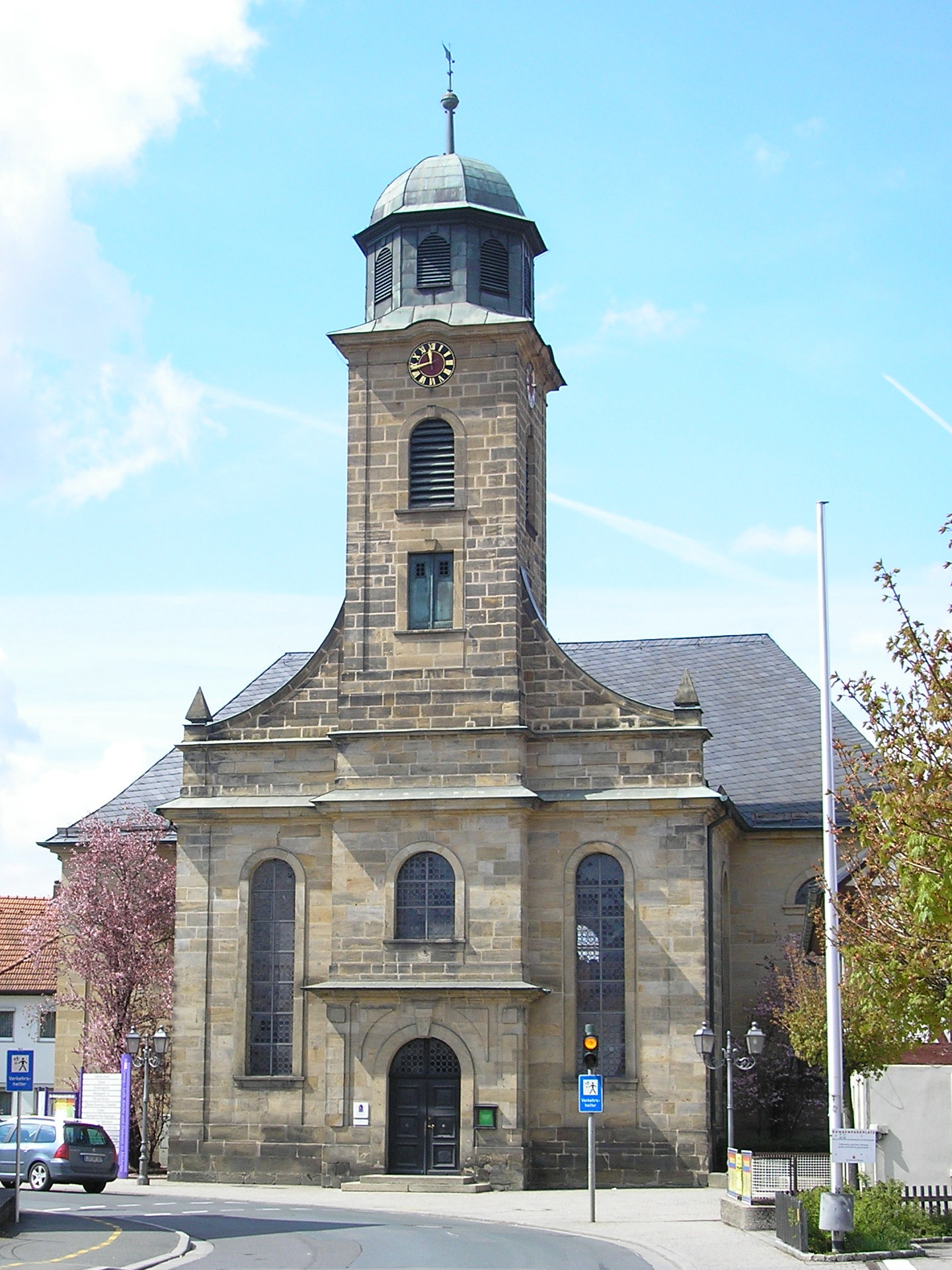
Johanneskirche in Michelau
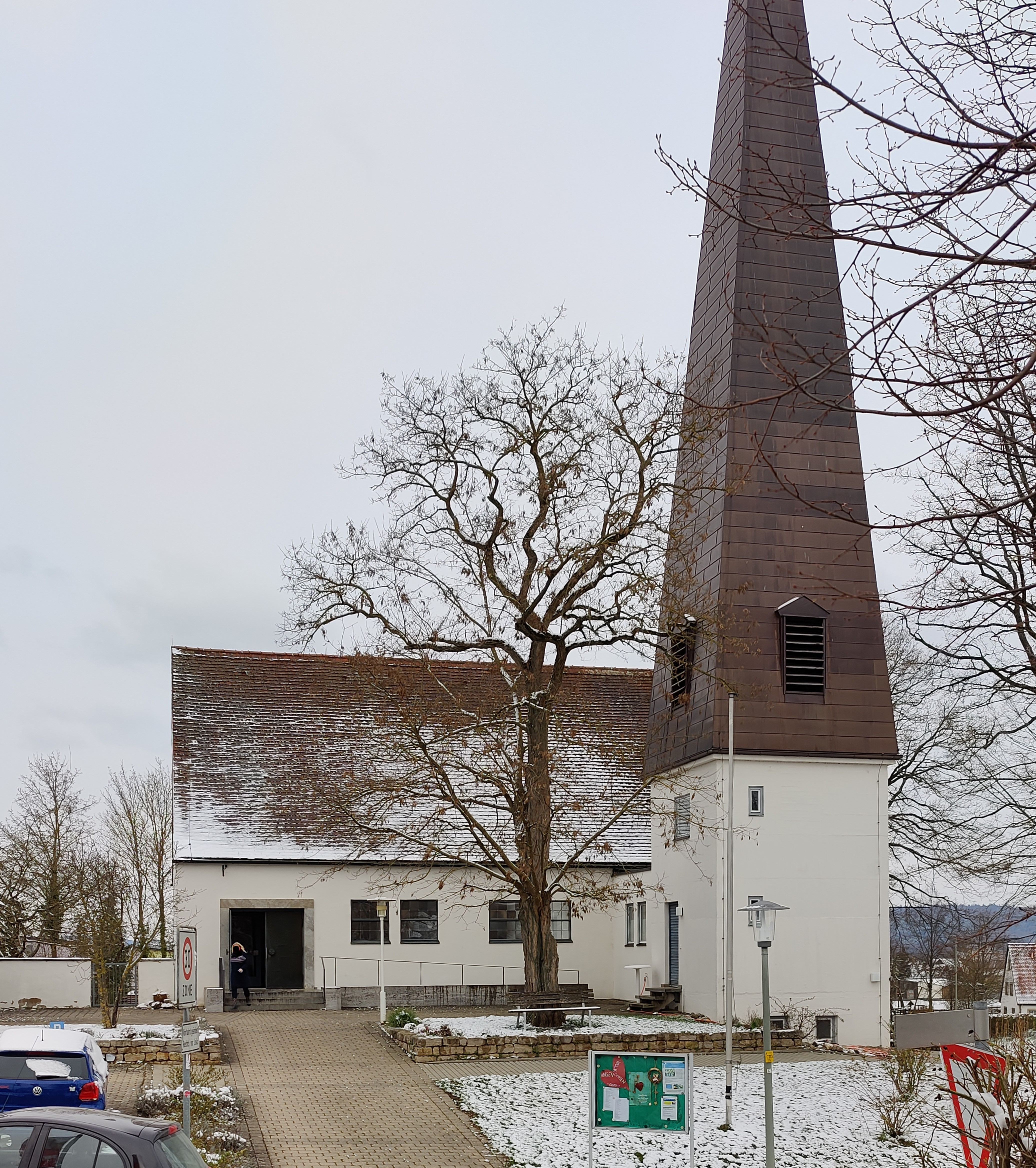
Auferstehungskirche in Zapfendorf